# Вельяминовский сельсовет (Красногорский район)
Вельяминовский сельсовет — упразднённая административно-территориальная единица, существовавшая на территории Московской губернии и Московской области до 1959 года.
Вельяминовский сельсовет был образован в первые годы советской власти. В 1919 году Вельяминовский с/с входил в Лучинскую волость Звенигородского уезда Московской губернии.
14 января 1921 года Лучинская волость была передана в Воскресенский уезд.
По данным 1926 года в состав сельсовета входили деревня Вельяминово, деревня Глинки, деревня Котерево, а также погост и 2 хутора.
В 1929 году Вельяминовский с/с был отнесён к Воскресенскому району Московского округа Московской области.
30 октября 1930 года Воскресенский район был переименован в Истринский район.
17 июля 1939 года к Вельяминовскому с/с было присоединено селение Буньково упразднённого Искровского с/с.
14 июня 1954 года к Вельяминовскому с/с был присоединён Макрушинский с/с.
7 декабря 1957 года Истринский район был упразднён и вся его территория вошла в Красногорский район.
30 декабря 1959 года Вельяминовский сельсовет был упразднён. При этом его территория была передана в Лучинский с/с.